# (6847) Kunz-Hallstein
(6847) Kunz-Hallstein (1977 RL) – planetoida z grupy przecinających orbitę Marsa okrążająca Słońce w ciągu 3,54 lat w średniej odległości 2,32 j.a. Odkryta 5 września 1977 roku.